# Cris Cyborg
Cristiane Justino Venancio, mest kendt som Cris Cyborg (født 9. juli 1985 i Curitiba i Brasilien) er en brasiliansk MMA-udøver som siden 2016 har konkurreret i organisationen Ultimate Fighting Championship hvor hun var kvinde-mester i fjervægt ind til hun tabte til Amanda Nunes . Hun er udover dette tidligere kvinde-mester i Strikeforce og Invicta Cyborg blev først kendt da hun vandt Strikeforce-titlen den 15. august 2009 ved at besejre Gina Carano via TKO i 1. omgang. Hun bor i San Diego hvor hun træner og underviser i The Arena.

## Tidlige liv
Cyborg var professionel håndboldspiller i Brasilien før hun blev opdaget af Rudimar Fedrigo, en Chute Boxe Academy-træner.

### Ultimate Fighting Championship
I marts 2015, blev det offentliggjort at Cyborg havde skrevet kontrakt UFC. Cyborg fik sin debut på UFC 198 mod Leslie Smith i en catchweightkamp på 140 pund. Hun vandt via TKO i 1. omgang.
Cyborg mødte herefter UFC-nykommeren, svenske Lina Länsberg i endnu en catchweightkamp (140 pund), denne gang som hovedkamp, den 24. september 2016 på UFC Fight Night: Cyborg vs. Lansberg. Kamplederen stoppede kampen halvejs inde i 2. omgang efter at Länsberg ikke var i stand til at forsvare sig selv.
I sit første titelforsvar og sin første kamp på hendes ny 4-kamps-kontrakt mødte Cyborg, amerikanske Holly Holm den 30. december, 2017 i hovedkampen på UFC 219. Hun vandt via enstemmig afgørelse. Denne sejr gav hende også Fight of the Nightprisen.
Cyborg mødte tidligere Invicta bantamvægtmester Yana Kunitskaya, den 3. marts, 2018, på UFC 222 i hendes andet titelfrosvar. Cyborg vandt kampen via TKO i 1. omgang.

## Privatliv
Cyborg var gift med MMA-kæmperen Evangelista "Cyborg" Santos, og "adopterede" hans kaldenavn. De blev skilt i december 2011. Hun har været amerikansk statsborger siden slutningen af 2016.

## Mesterskaber og reslutater

### Mixed martial arts
- Ultimate Fighting Championship
  - UFC Women's Featherweight Championship (One time, current)
  - Fight of the Night (1 gang) vs. Holly Holm
  - 2 succesfulde titelforsvar
- Strikeforce
  - Strikeforce Women's Featherweight World Championship (1 gang; Første; Sidste; Eneste)
  - 2 succesfulde titelforsvar
  - 2010 Female Fighter of the Year
- Invicta Fighting Championships
  - Invicta FC Featherweight World Championship (1 gang; Første)
  - 3 succesfulde titelforsvar
  - Performance of the Night (two times) vs. Charmaine Tweet[21] and Faith Van Duin[22]
- World MMA Awards
  - 2010 Female Fighter of the Year
  - 2009 Female Fighter of the Year
- Women's MMA Awards
  - 2013 Featherweight of the Year
  - 2011 Female Fan Favorite of the Year
  - 2010 Female Featherweight of the Year
  - 2009 Female Featherweight of the Year
  - 2009 Headline of the Year w/ Gina Carano in Strikeforce: Carano vs. Cyborg
- AwakeningFighters.com WMMA Awards
  - 2013 Featherweight of the Year [23]
- Sherdog
  - 2010 Beatdown of the Year vs. Jan Finney den 26. juni/small>
- Sports Illustrated
  - 2009 Female Fighter of the Year
- Fight Matrix
  - 2010 Female Fighter of the Year
- MixedMartialArts.com
  - 2009 Female Fighter of the Year
- Examiner.com
  - 2009 Female Fighter of the Year

### Submission grappling
- International Brazilian Jiu-Jitsu Federation
  - 2012 IBJJF World Jiu-Jitsu Championship Female Purple Belt Gold Medalist
  - 2011 IBJJF World Jiu-Jitsu Championship Female Purple Belt Gold Medalist
- Abu Dhabi Combat Club
  - 2009 ADCC Submission Wrestling World Championship Bronze Medalist

### Kickboxing
- AwakeningFighters.com Muay Thai Awards
  - 2014 Fight of the Year vs. Jorina Baars at Lion Fight 14[24]

### Amatørbrydning
- Federação Paulista de Luta Olímpica
  - 2007 Brazil Cup International Senior Women's Freestyle Guldvinder
- Federação Paranaense de Lutas Associadas
  - Paraná Senior Women's Freestyle State Championship (2007)